# Live at the Apollo 1995
Live at the Apollo 1995 est un album live de James Brown sorti en juillet 1995.
Il a été enregistré en septembre 1994 à l'Apollo Theater (dans le quartier d'Harlem à New York).